# Шпитцер, Лео
Лео Шпитцер (нем. Leo Spitzer; 7 февраля 1887, Вена, Австро-Венгрия — 16 сентября 1960, Форте-деи-Марми, Италия) — австрийский лингвист, филолог, педагог, профессор.

## Биография
Еврейского происхождения.
Образование получил в университетах Вены, Парижа, Рима, Лейпцига. С 1922 года работал профессором университетов в Бонне, Марбурге (1925), Кёльне (1930).
После прихода национал-социалистов к власти был уволен с работы из-за происхождения и в 1933 году эмигрировал из фашистской Германии. Работал в университете Стамбула (1933), в 1936‒1956 годах — профессор университета в Балтиморе (США).
Находился под влиянием школы эстетического идеализма К. Фосслера, а также Г. Шухардта.
Основные труды в области стилистики литературы на романских языках, особенно на французском и испанском, а также работы в различных областях романского языкознания.
Издатель «Hugo Schuhardt-Brevier» (1922).

## Избранные труды
- «Aufsaetze zur romanischen Syntax und Stilistik»(1918),
- «Stilstudien»(1928),
- «Linguistics and literary history» (1948),
- «Essays in historical semantics» (1948),
- в русском переводе: «Словесное искусство и наука о языке», в сборнике «Проблемы литературной формы» (1928).